# Eliezer Waldenberg
Eliezer Yehouda Waldenberg (en hébreu : אליעזר יהודה ולדנברג) est l'un des grands décisionnaires rabbiniques du XXe siècle (Jérusalem, 10 décembre 1915 - 21 novembre 2006).
Plus connu sous le nom de Tzitz Eliezer d'après l'intitulé de son grand-œuvre, il s'est principalement illustré en matière d'éthique médicale juive (dont il est l'un des pionniers) mais a aussi traité de questions se rapportant au chabbat, à la cacherouth et à d'autres domaines de la Loi juive.

## Éléments biographiques
Eliezer Yehouda Waldenberg naît à Jérusalem en 1915. Son père, le Rav Yaakov Guedalya ayant émigré de Kaunas, en Lituanie, il est soupçonné, dans le contexte de la Première Guerre mondiale, d'être un espion à la solde la Russie, ennemie de l'empire ottoman. La famille Waldenberg est donc contrainte de résider à Alep, en Syrie, pendant quelques années.
Après son retour en Palestine mandataire, il étudie à l'école talmudique Etz Hayim puis à la Slabodker Yeshiva de Jérusalem. Il publie son premier livre, Davar Eliezer à 19 ans. 
En 1936, il épouse Shoshanna Werner, la fille du rabbin de Netanya. Le Rav Waldenberg officie brièvement comme rabbin de Kfar Vitkin et aurait même présenté sa candidature au rabbinat de Kfar Haroëh. Revenu à Jérusalem, il devient l'un des plus proches collaborateurs du Grand-Rabbin Bentzion Ouziel et dirige l'académie Sha'arei Tzion qu'il a contribué à fonder.
En 1951, il est élu comme juge rabbinique de Jérusalem, et sera membre de la Cour rabbinique suprême d'Israël entre 1981 et 1985. Il assume en parallèle les fonctions de rabbin du centre médical Shaarei Tzedek de Jérusalem et la direction de l'académie Sha'arei Tzion. En 1976, il est lauréat du Prix Israël, pour ses études rabbiniques.
Le Tzitz Eliezer décède le 21 novembre 2006 au Centre médical Shaarei Zedek, peu après la mort de son fils unique, Simha Bounem, représentant de la Edah Haredit dans la région Ezrat Torah de Jérusalem. Il est enterré le jour même au cimetière de Har HaMenouhot à Jérusalem.

## Œuvre

### Tzitz Eliezer
Le Tzitz Eliezer est un recueil de responsa en 22 volumes, parus entre 1945 et 1998. L'ensemble des domaines de la Loi juive y est traité, y compris de nombreux domaines négligés ou inexplorés, dont les prescriptions liées à la terre d'Israël, des questions de société et l'attitude du judaïsme face aux progrès de la médecine, dont les techniques de fécondation in vitro, l'avortement, la transplantation d'organes, l'euthanasie, les autopsies, le tabagisme, la chirurgie esthétique, et l'expérimentation médicale.
Ses réponses sont basées sur l'important corpus de jurisprudence établi par les rabbins au cours des siècles (en particulier des rabbins séfarades dont le Rav Waldenberg a une connaissance fort poussée) avant de l'être sur les sciences dont il traite.
Il se distingue non seulement par ces décisions pionnières mais aussi par des prises de position peu courantes dans le monde haredi (« ultra-orthodoxe ») au sein duquel il évolue.

#### Éthique juive médicale
Les responsa du Tzitz Eliezer se caractérisent par une grande prudence vis-à-vis des nouvelles techniques qu'il analyse moins en fonction de risques et bénéfices que de la Loi juive, qu'il tient à faire appliquer de façon stricte. Son rigorisme est cependant tempéré par son attachement à la notion de Kevod HaBriyot (« dignité des créatures ») qui a, selon lui, priorité sur de nombreuses prescriptions.
À l'instar de Moïse Maïmonide, le Rav Waldenberg considère la préservation de la vie comme un devoir sacré, incombant à chacun. C'est pourquoi il interdit le tabagisme. Il considère que la chirurgie de confort (c'est-à-dire pratiquée sur une personne qui n'en a pas un besoin vital et n'est pas en souffrance) est à proscrire car de telles activités excèdent selon lui les limites du mandat donné au médecin pour guérir (son collègue Moshe Feinstein s'est opposé à cette opinion). Il en est de même pour les diverses techniques de conception extra-utérines, comme la fécondation in vitro ou la gestation pour autrui, car le fœtus ainsi conçu n'a selon lui pas de parents et pose des problèmes de mamzerout (bâtardise).
Cependant, le devoir de préserver la vie a  priorité sur la santé ou la vie du soignant :

« En principe, une personne n'a pas le droit de s'exposer à un danger qui pourrait menacer sa vie afin de sauver celle de son prochain... Il est [toutefois] permis à un médecin de prendre le risque de soigner des patients atteints d'une maladie contagieuse quelle qu'elle soit. En effet, c'est un devoir religieux important dont il est chargé. Quand il se prépare à soigner un patient atteint d'une maladie contagieuse, le médecin doit prier D.ieu pour recevoir de lui conseils appropriés et protection puisqu'il met en danger sa propre vie. Un médecin militaire est autorisé à apporter ses soins à un soldat blessé dans une zone de combat, bien qu'il mette en danger sa propre vie. Cela vaut même si on ne peut savoir si le soldat blessé vivra, mourra ou sera tué. De même, un autre soldat est autorisé à mettre sa propre vie en danger s'il s'agit de secourir un camarade blessé et de le ramener hors de la zone de combat. »

De même, l'avortement d'un fœtus au cours du premier trimestre est licite dans le cas où il naîtrait avec une malformation qui le ferait souffrir ; il l'admet même jusqu'à la fin du deuxième trimestre de gestation si le fœtus est atteint d'une anomalie fœtale mortelle comme la maladie de Tay-Sachs.
Il invoque encore la dignité des créatures pour autoriser le port d'une audioprothèse électrique pendant le chabbat, que d'autres interdiraient en vertu de la proscription de transport à chabbat.

##### Opinions sur la transsexualité
Dans une décision particulièrement controversée, le rabbin Waldenberg a estimé que la chirurgie de réattribution sexuelle a pour effet le changement de sexe halachique de la personne opérée, et que, suivant ses propres termes « l'anatomie externe, qui est visible à l'œil, est ce qui détermine la halakha».
Pour décider que la réattribution sexuelle change le sexe halachique d'une personne, le rabbin Waldenberg s'est fondé sur l'analogie avec l'exemple du prophète Élie, qui, selon la Torah, est monté au ciel sans mourir. L'épouse d'Élie serait-elle halachiquement autorisée à se remarier ? Oui, répond le rabbin Waldenberg, parce que, bien qu'Élie ne soit pas mort, son ascension lui a ôté son statut d'être humain. Le mariage serait alors dissous automatiquement. Puisqu'il existe un précédent pour le changement de statut halachique survenu pendant la vie d'une personne, Waldenberg a estimé qu'on serait dans le même cas lorsqu'un homme devient une femme et en conséquence, il a décidé qu'un tel acte chirurgical doit avoir un effet halachique.

#### Société
Il a reconnu aux travailleurs le droit de grève lorsque les employeurs ont violé une condition de travail qui était devenue « la coutume du pays. » La plupart des autorités légales obligeaient les travailleurs à citer leur employeur devant un beth din (tribunal religieux) avant de recourir à une grève. « Dans des situations comme celles-ci, où le travailleur est absolument certain que l'employeur a transgressé et violé une condition qui a été établie comme usage du pays, le travailleur a le droit de prendre la loi entre ses propres mains en prélevant l'amende que les chefs communautaires dûment nommés ont jugé convenable pour une telle situation. »
Il écrit aussi que même si « un converti n'a pas le droit de détenir un poste d'autorité dans la communauté juive », il peut parfaitement siéger dans un comité régissant la communauté.

#### Autres
Le rabbin Waldenberg a autorisé qu'on lût et qu'on entendît la Torah, qu'on soufflât dans le shophar et qu'on lût une Meguila en se servant d'un haut-parleur, d'un téléphone ou d'une radio.

### Hilkhot Medina
Le Tzitz Eliezer a également écrit une série en plusieurs volumes traitant des questions pratiques de gouvernement, appelée Hilkhot Medina (« Lois de l'État »), ce qui implique une certaine adhésion au projet sioniste, peu courante dans le monde haredi. Il fait cependant part de ses nombreux désaccords avec les anciens grands-rabbins d'Israël Yitzhak HaLevi Herzog, Shlomo Goren et Isser Yehuda. Il soutient également l'exemption du service militaire pour les étudiants des académies talmudiques car, par le mérite que leur vaut leur étude de la Torah, ils aident à protéger le pays.
Il se prononce par ailleurs en faveur de l'union civile, en précisant que sa décision ne se base pas sur la Loi juive mais afin d'éviter les naissances extra-maritales. Cette décision a été particulièrement conspuée dans le monde haredi et dans son entourage privé.
Le livre n'a pratiquement pas été réédité du vivant de son auteur. Il est paru après sa mort en trois parties par la famille qui dit cependant se distancier de nombreux propos de leur grand-père.